# Kreuzerhöhungskirche (Brzeg)

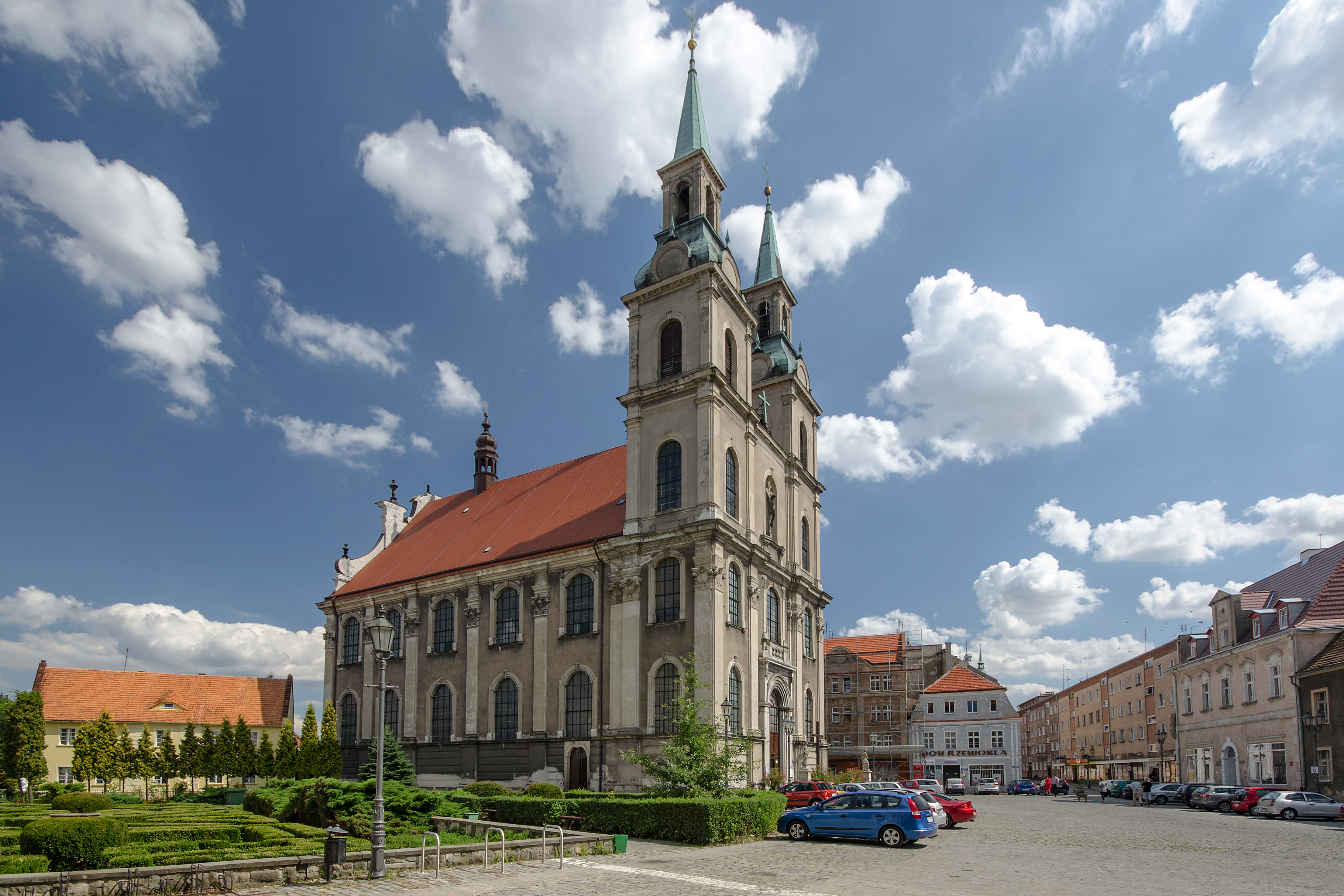
Seitenansicht der Kirche

Die Kreuzerhöhungskirche (polnisch Kościół Podwyższenia Krzyża Świętego) in Brieg, Powiat Brzeski, Woiwodschaft Oppeln gehört zum Erzbistum Breslau. Sie ist nach dem Fest der Kreuzerhöhung benannt.

## Geschichte

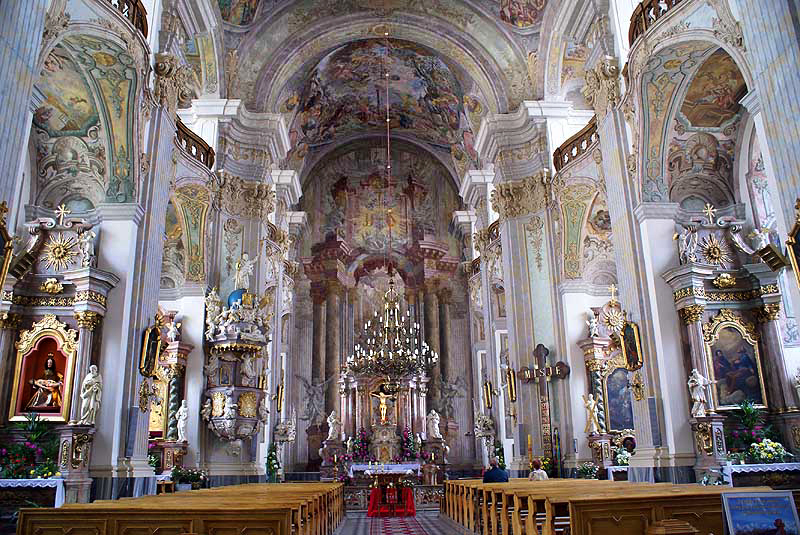
Blick zum Altar

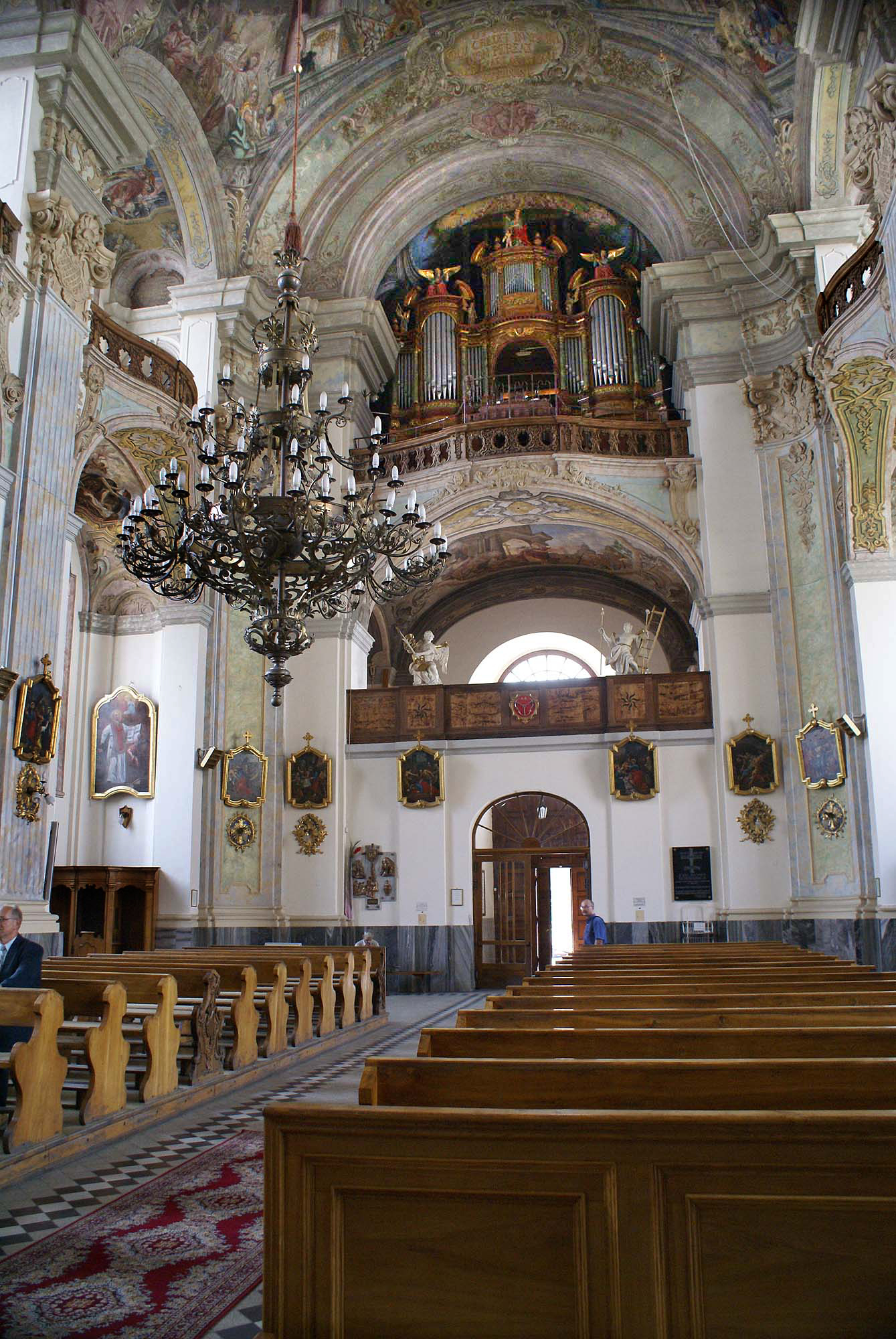
Blick zur Orgel

Die Kirche wurde im Zeitraum 1734 bis 1739 errichtet, die Türme an der Südwestseite entstanden in den Jahren 1854 bis 1856 an Stelle des 1545 niedergerissenen Dominikanerklosters.
Die Kirche wurde im Auftrag des seit 1677 ortsansässigen Jesuitenordens nach dem Entwurf von Josef Frisch gebaut. Sie war als Kollegkirche am geplanten, aber nicht gebauten Jesuitenkollegium vorgesehen, wurde 1746 feierlich geweiht und 1819 zur Stadtpfarrkirche erhoben.
Die Kirche wurde am 29. Februar 1949 unter Nr. 56 und am 10. Januar 1994 unter Nr. 705/64 in das Verzeichnis der Baudenkmäler der Woiwodschaft Oppeln eingetragen.

## Architektur
Die einschiffige Kirche trägt ein Tonnengewölbe mit den 1739–1745 erstellten Fresken des Jesuiten Johannes Kuben, die die Verehrung des Heiligen Kreuzes, die Tätigkeit des Jesuitenordens sowie einige Heiligengestalten darstellen. Im Chorraum malte Kuben einen illusionistischen Altar mit Darstellung der Kreuzerhöhung durch den oströmischen Kaiser Herakleios und den Patriarchen von Jerusalem Zacharias im dortigen Tempel.
Der Schub des Gewölbes ist durch mächtige Pfeiler aufgehalten, die mit korinthischen Pilastern mit Wappenschildern auf den Kapiteln geschmückt sind. Zwischen den Pfeilern befinden sich auf Arkaden ruhende Emporen, durch Öffnungen in den Pfeilern verbunden. An die Seitenflächen der Pfeiler sind Seitenaltäre angelehnt.
Über dem Eingang zwischen den Türmen befindet sich der Orgelchor. Links neben der Altarnische befindet sich die Kanzel mit einem Kanzelhimmel.
Das Eingangsportal befindet sich auf der zweigeschossigen Hauptfassade mit den zwei im 19. Jahrhundert angebauten Glockentürmen, die mit spitzen viereckigen Zeltdächern (statt der im Barock typischen Zwiebelhauben) gekrönt sind. Die eingeschossigen Seitenfassaden auf hohem Sockel sind mit zwei Fensterreihen, der Aufteilung des Innenraumes auf Erd- und Emporengeschoss entsprechend, versehen. Die hintere Fassade hat einen geschwungenen Giebel. Das Satteldach trägt einen Dachreiter.
Koordinaten: 50° 51′ 48″ N, 17° 28′ 2″ O